# В'язовка (Кігинський район)
В'я́зовка (рос. Вязовка) — присілок у складі Кігинського району Башкортостану, Росія. Входить до складу Леузинської сільської ради.
Населення — 17 осіб (2010; 47 в 2002).
Національний склад:
- росіяни — 43 %
- башкири — 38 %